# Килиан (святой)
Килиан, священномученик, апостол Франконии, (+689), память по католическому календарю 8 июля, по православному — 21 июля.
Св. Килиан был ирландцем или шотландцем, в VII веке пришедший вместе с 11 товарищами в Баден и Баварию для проповеди Евангелия по благословению папы Римского Конона, поставившего его во епископа. В Вюрцбурге, почитающем его своим первым епископом, вместе со своим последователями — священником Колманом и диаконом Тотнаном — он окрестил Гозберта, герцога Франконии. По преданию, когда Гозберт был в походе, по навету Гайланы, жены герцога, бывшей вдовой его брата, св. Килиан был умерщвлён со своими товарищами, так как указал ей на то, что такой брак запрещён церковью. Останки мучеников покоятся в Вюрцбургском соборе.